# Persone di nome Mika
| Questa pagina contiene informazioni ricavate automaticamente dalle voci biografiche con l'ausilio del template Bio e di un bot. L'aggiornamento è periodico e automatico e ricostruisce completamente la pagina. Se manca una persona in questa lista, sei pregato di non aggiungerla, ma accertati piuttosto che la sua voce biografica contenga il template Bio e che i dati anagrafici siano correttamente compilati. Se il template Bio manca, inseriscilo tu stesso o, in alternativa, metti l'avviso {{tmp\|Bio}} che ne segnala la mancanza. Se i dati riportati sono sbagliati, correggi direttamente la voce biografica; le modifiche saranno visibili in questa lista entro pochi giorni. Per chiarimenti vedi il progetto antroponimi. La lista contiene solo le 60 persone che sono citate nell'enciclopedia e per le quali è stato implementato correttamente il template Bio. Pagina aggiornata al 22 lug 2025. |

Questa è una lista di persone presenti nell'enciclopedia che hanno il nome Mika, suddivise per attività principale.

## Allenatori di calcio(1)
- Mika Lehkosuo, allenatore di calcio, dirigente sportivo e ex calciatore finlandese (Helsinki, n. 1970)

## Attrici(3)
- Mika Boorem, attrice e regista statunitense (Tucson, n. 1987)
- Mika Hijii, attrice, modella e personaggio televisivo giapponese (Iizuka, n. 1982)
- Mika Kikuchi, attrice e doppiatrice giapponese (Prefettura di Saitama, n. 1983)

## Batteristi(1)
- Gas Lipstick, batterista svedese (Eskilstuna, n. 1971)

## Calciatori(13)
- Mika Aaltonen, ex calciatore finlandese (Turku, n. 1965)
- Mika Ääritalo, ex calciatore finlandese (Turku, n. 1985)
- Mika Biereth, calciatore danese (Londra, n. 2003)
- Mika Chunuonsee, calciatore thailandese (Bridgend, n. 1988)
- Mika Godts, calciatore belga (Lovanio, n. 2005)
- Mika Hilander, ex calciatore finlandese (Tampere, n. 1983)
- Mika Kottila, ex calciatore finlandese (n. 1974)
- Mika Lipponen, ex calciatore finlandese (Kaarina, n. 1964)
- Mika Mármol, calciatore spagnolo (Terrassa, n. 2001)
- Mika Niskala, ex calciatore finlandese (Mariehamn, n. 1981)
- Mika Ojala, ex calciatore finlandese (Paimio, n. 1988)
- Mika Väyrynen, ex calciatore finlandese (Eskilstuna, n. 1981)
- Mika Walldén, ex calciatore finlandese (Lohja, n. 1972)

## Cantanti(2)
- Mika Luttinen, cantante finlandese (Oulu, n. 1971)
- Mika Nakashima, cantante, modella e attrice giapponese (Hioki, n. 1983)

## Cestiste(2)
- Mika Kurihara, cestista giapponese (Osaka, n. 1989)
- Mika Sugihara, ex cestista giapponese (Hiroshima, n. 1963)

## Cestisti(1)
- Mika Vukona, ex cestista e allenatore di pallacanestro figiano (Suva, n. 1982)

## Dirigenti sportivi(1)
- Mika Nurmela, dirigente sportivo e ex calciatore finlandese (Oulu, n. 1971)

## Doppiatrici(2)
- Mika Doi, doppiatrice giapponese (Sendai, n. 1954)
- Mika Kanai, doppiatrice e cantante giapponese (Tokyo, n. 1964)

## Fondisti(3)
- Mika Kuusisto, ex fondista finlandese (Jurva, n. 1967)
- Mika Myllylä, fondista finlandese (Haapajärvi, n. 1969 - Kokkola, † 2011)
- Mika Vermeulen, fondista e ex combinatista nordico austriaco (Schladming, n. 1999)

## Fotografe(1)
- Mika Ninagawa, fotografa e regista giapponese (Tokyo, n. 1972)

## Fumettiste(1)
- Mika Kawamura, fumettista giapponese (Aichi, n. 1973)

## Giocatori di football americano(1)
- Mika Wickinger, giocatore di football americano tedesco

## Giocatrici di bowling(1)
- Mika Sakai, giocatrice di bowling giapponese (n. 1975)

## Giornaliste(2)
- Mika Brzezinski, giornalista statunitense (New York, n. 1967)
- Mika Yamamoto, giornalista e fotoreporter giapponese (Tsuru, n. 1967 - Aleppo, † 2012)

## Hockeisti su ghiaccio(6)
- Mika Alatalo, ex hockeista su ghiaccio finlandese (Oulu, n. 1971)
- Mika Hannula, ex hockeista su ghiaccio svedese (Huddinge, n. 1979)
- Mika Lehtinen, ex hockeista su ghiaccio finlandese (Turku, n. 1975)
- Mika Nieminen, ex hockeista su ghiaccio finlandese (Tampere, n. 1966)
- Mika Pyörälä, hockeista su ghiaccio finlandese (Oulu, n. 1981)
- Mika Zibanejad, hockeista su ghiaccio svedese (Huddinge, n. 1993)

## Illustratori(1)
- Mika Akitaka, illustratore giapponese (n. 1964)

## Judoka(1)
- Mika Sugimoto, judoka giapponese (Itami, n. 1984)

## Modelle(1)
- Mika Hagi, modella giapponese (Tsu, n. 1983)

## Musicisti(1)
- Mika Vainio, musicista finlandese (Helsinki, n. 1963 - Trouville-sur-Mer, † 2017)

## Nobili(2)
- Mika Ják, nobile ungherese
- Mika il Barbuto, nobile ungherese

## Pesisti(1)
- Mika Halvari, ex pesista finlandese (Kemi, n. 1970)

## Piloti automobilistici(2)
- Mika Häkkinen, ex pilota automobilistico finlandese (Vantaa, n. 1968)
- Mika Salo, ex pilota automobilistico finlandese (Helsinki, n. 1966)

## Piloti motociclistici(3)
- Mika Ahola, pilota motociclistico finlandese (Hämeenlinna, n. 1974 - Barcellona, † 2012)
- Mika Kallio, pilota motociclistico finlandese (Valkeakoski, n. 1982)
- Mika Pérez, pilota motociclistico spagnolo (Altea, n. 1999)

## Politici(1)
- Mika Špiljak, politico jugoslavo (Sisak, n. 1916 - Zagabria, † 2007)

## Registi(1)
- Mika Kaurismäki, regista cinematografico, sceneggiatore e produttore cinematografico finlandese (Orimattila, n. 1955)

## Saltatori con gli sci(1)
- Mika Laitinen, ex saltatore con gli sci finlandese (Kuopio, n. 1973)

## Sciatori alpini(1)
- Mika Marila, ex sciatore alpino finlandese (Janakkala, n. 1973)

## Scrittori(3)
- Mika Biermann, scrittore francese (Bielefeld, n. 1959)
- Mika Rissanen, scrittore e storico finlandese (Nurmes, n. 1978)
- Mika Waltari, scrittore, giornalista e poeta finlandese (Helsinki, n. 1908 - Helsinki, † 1979)